# Aridius norvegicus
Aridius norvegicus är en skalbaggsart som först beskrevs av Embrik Strand 1940.  Aridius norvegicus ingår i släktet Aridius, och familjen mögelbaggar. Arten har ej påträffats i Sverige.